# Цзан Шиї
Цзан Шиї (кит. спр. 臧式毅, піньїнь: Zāng Shìyì, жовтень 1884 — 13 листопада 1956) — китайський генерал, за часів Китайської республіки був губернатором провінції Ляонін, потім взяв участь у створенні Маньчжоу-го.

## Біографія
Народився у Фентяні провінції Ляонін імперії Цін.
У 1909 направлений на навчання в Японію, де спочатку навчався в Токіо в спеціальному навчальному закладі з підготовки військових кадрів для китайської армії, а потім у Рікугун Сікан Гакко, після чого в 1911 повернувся до Китаю. Служив у Сунь Леченя з Фентяньської кліки, в 1920 взяв участь у Чжилі-Аньхойській війні, потім якийсь час був начальником штабу Армії оборони північно-західного кордону.
У червні 1924 за наказом Чжан Цзоліня повернувся в Шеньян, коли в результаті Другої Чжилі-Фентяньської війни Фентянська кліка отримала контроль над територіями на південь від Великої стіни — став генерал-губернатором провінції Цзянсу, звідки був згодом витіснений Сунь Чуаньфаном.
У 1928 після смерті Чжан Цзоліня Цзан Шії підтримав об'єднання Китаю, і в 1930 призначений губернатором провінції Ляонін.
Коли в 1931 після Мукденського інциденту Маньчжурія окупована Квантунською армією, то він спочатку відмовився співпрацювати з японцями і був кинутий за ґрати. Пізніше змінив своє рішення, і 16 грудня 1931 знову став губернатором провінції Ляонін (якій повернуто дореволюційну назву «Фентянь»).
Коли в 1932 утворено Маньчжоу-го, то він залишався на посаді губернатора провінції Фентянь за подальших змін адміністративно-територіального поділу.
У 1935 імператор Пуї розглядав його як можливу кандидатуру на посаду прем'єр-міністра Маньчжоу-го (замість Чжен Сяосюя).
З 21 березня 1935 став головою сенату Маньчжоу-го, і залишався на цій посаді аж до ліквідації Маньчжоу-го в 1945. Крім цього він був заступником міністра внутрішніх справ, а 28 жовтня 1941 призначений послом Маньчжоу-го при маріонеточному китайському уряді Ван Цзінвея.
Після вступу СРСР у війну з Японією в серпні 1945 скликав 17 серпня 1945 надзвичайну сесію парламенту Маньчжоу-го, на якому проголошено зречення Пуї, і спробував організувати переговори з СРСР, проте 20 серпня Сіньцзін був узятий Радянською армією, а 30 серпня його заарештовано.
Спочатку був ув'язнений у Сибіру. У 1950 екстрадований до Китайської народної республіки, де був поміщений у в'язницю Фушунь для військових злочинців.
13 листопада 1956 помер ув'язнений.